# Діброва (Опішнянська селищна громада)
Дібро́ва — село в Україні, в Опішнянській селищній громаді Полтавського району Полтавської області. Населення становить 8 осіб. Орган місцевого самоврядування — Опішнянська селищна рада.

## Населення

### Мова
Розподіл населення за рідною мовою за даними перепису 2001 року:
| Мова       | Кількість | Відсоток |
| ---------- | --------- | -------- |
| українська | 8         | 100%     |

## Географія
Село розташоване на відстані 3,5 км від правого берега річки Ворскла. Річка в цьому місці звивиста, утворює лимани, стариці та заболочені озера. Вище за течією на відстані 2 км розташоване смт Опішня.
Село оточене лісовим масивом (дуб, в'яз).
Поруч проходять автомобільні дороги Н12, Т 1701 та Р42.